# Прапор Ромен

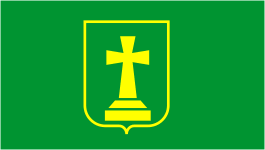
Прапор Ромен 2001—2015 рр.

Пра́пор Роме́н — затверджений рішенням сімдесят четвертої сесії Роменської міської ради VI скликання від 27 серпня 2015 року.
Проект прапора на підставі герба Ромен з печаток XVII—XVIII ст. розробив — А. Гречило.

## Опис
Квадратне полотнище, на зеленому тлі жовтий хрест на ступінчатій підставці, обабіч якого жовта 6-променева зірка (від древка) та білий півмісяць (з вільного краю), внизу – жовта літера “Р”. 

## Опис прапора 2001—2015 рр.
Рішенням десятої сесії Роменської міської ради II скликання від 22 жовтня 2001 року був затверджений такий прапор: прямокутне полотнище зеленого кольору з зображенням у центрі герба міста золотої барви. 
Співвідношення ширини прапора і його довжини 2:3. Розмір герба 2/3 ширини і 1/3 довжини від полотнища прапора. 